# Ploemeur
Ploemeur är en kommun i departementet Morbihan i regionen Bretagne i nordvästra Frankrike. Kommunen ligger i kantonen Ploemeur som tillhör arrondissementet Lorient. År 2022 hade Ploemeur 18 873 invånare.

## Befolkningsutveckling
Antalet invånare i kommunen Ploemeur
| Referens: INSEE |